# 8,8 cm PaK 43

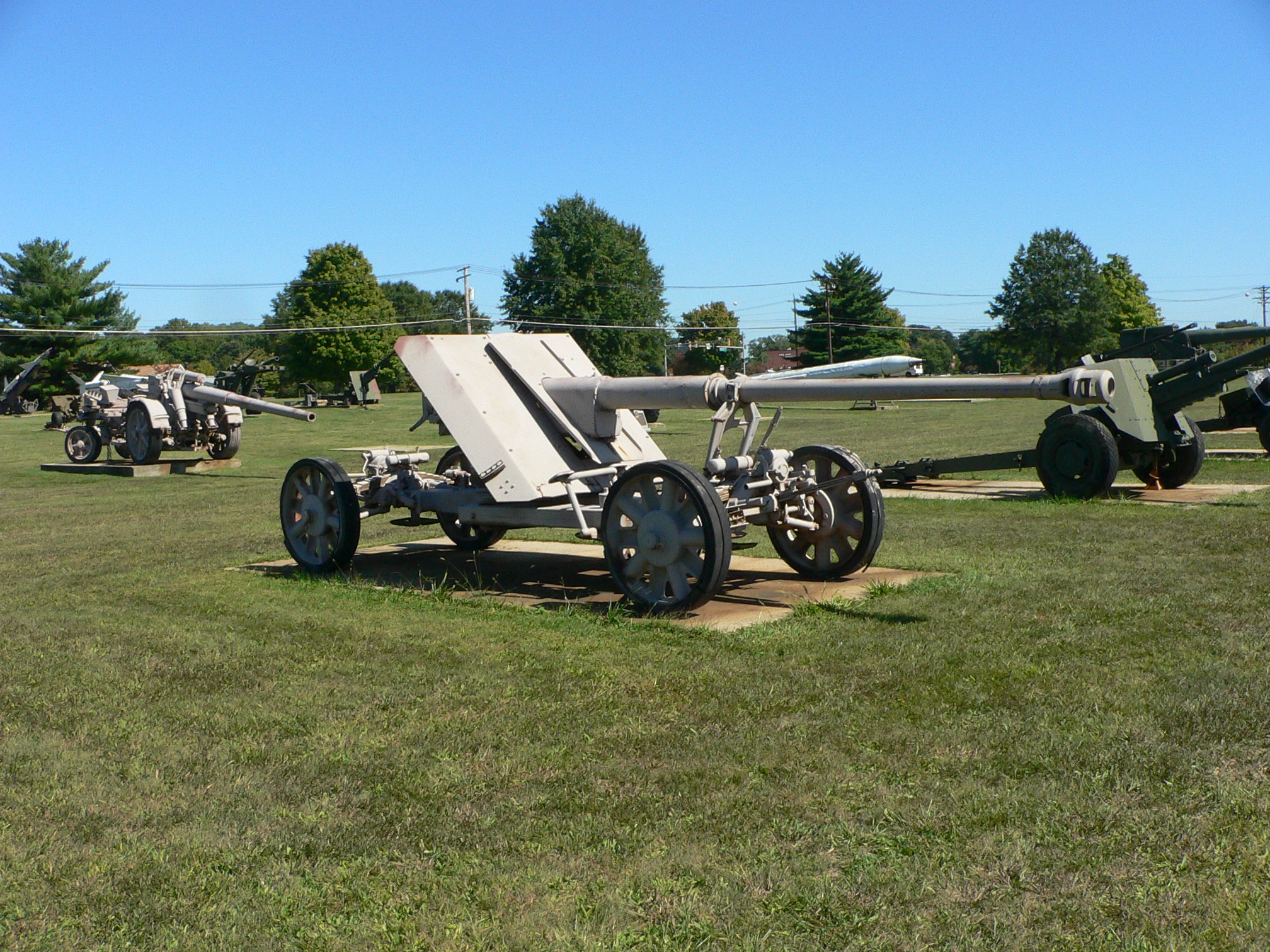
Działo 8,8 cm PaK 43 w muzeum U.S. Army Ordnance Museum

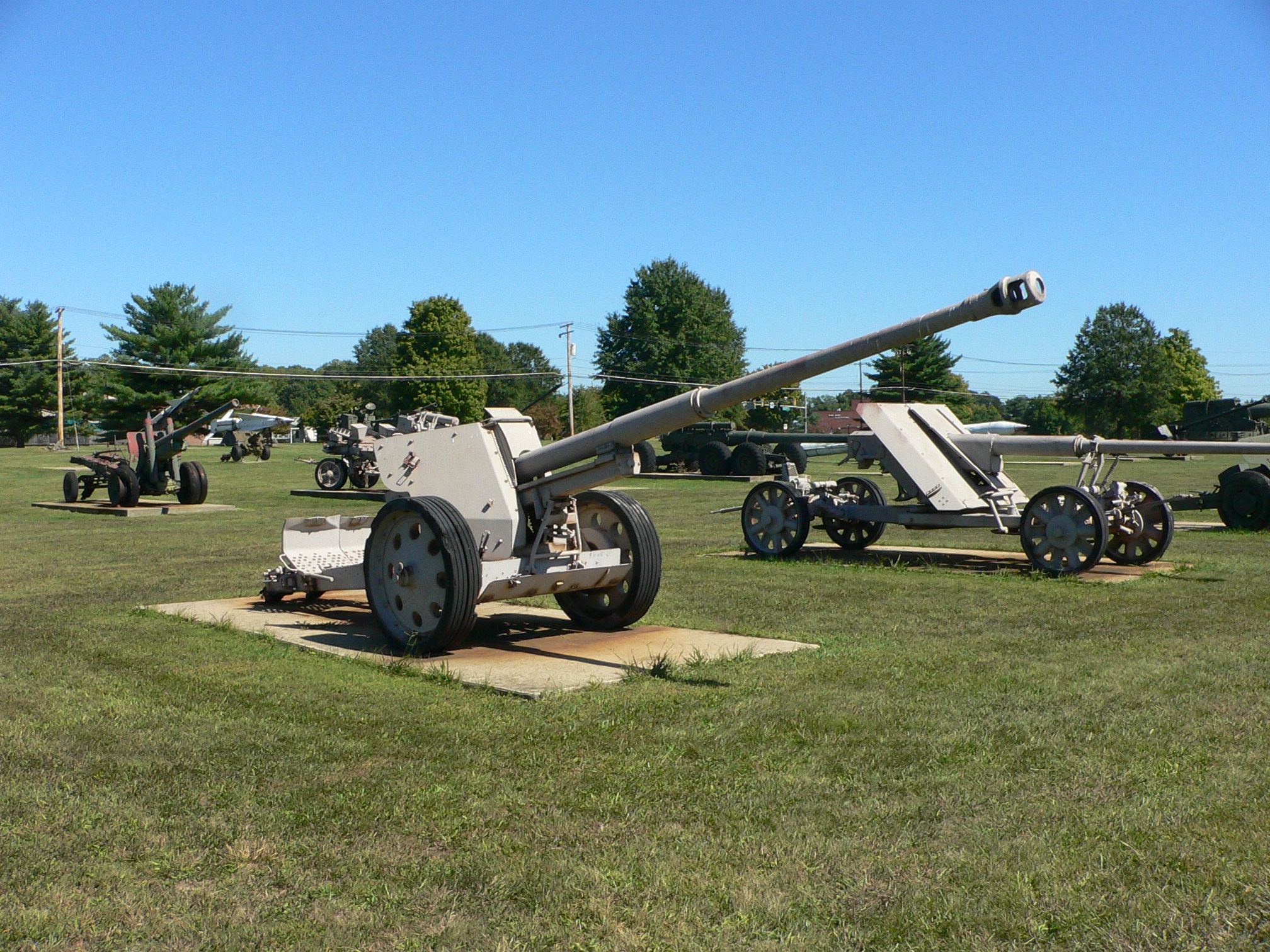
Działo 8,8 cm PaK 43/41 w muzeum U.S. Army Ordnance Museum

8,8 cm PaK 43 (Panzerabwehrkanone 43 – działo przeciwpancerne model 43) – niemieckie działo kalibru 88 mm służące oddziałom Wehrmachtu podczas II wojny światowej jako artyleria przeciwpancerna. Broń była rozwinięciem i odpowiedzią firmy Krupp na produkcję przeciwlotniczej armaty 88 mm firmy Rheinmetall. 8,8 cm PaK 43 było najsłynniejszym niemieckim działem przeciwpancernym (słynne Acht-komma-acht), które dzięki dużej liczbie zbudowanych egzemplarzy odegrało znaczącą rolę na frontach II wojny światowej. Oprócz zastosowania działa jako armaty przeciwpancernej broń ta była używana jak uzbrojenie główne wielu niemieckich wozów bojowych, m.in. w czołgu Tiger II (8,8 cm KwK 43), a także niszczycielach czołgów Nashorn (PaK 43/1), Elefant (PaK 43/2) oraz Jagdpanther (PaK 43/3 oraz 43/4). Wozy bojowe wyposażone w armaty 8,8 cm PaK były szczególnie skuteczną bronią w zwalczaniu ciężko opancerzonych wozów bojowych aliantów, w tym m.in. amerykańskich czołgów M26 Pershing oraz radzieckich IS-2.
Z powodu niewystarczającej produkcji czterokołowych łóż, armaty PaK 43 montowano też na lawecie haubicy 105 mm, wariant ten nosił oznaczenie PaK 43/41.
Mimo wielu walorów ofensywnych oraz idealnej roli, jaką ta broń spełniała jako uzbrojenie różnych wozów bojowych, działo 8,8 cm PaK 43 było trudniejsze w produkcji od lotniczej wersji 88, przez co liczba wyprodukowanych egzemplarzy była znacznie mniejsza od oczekiwanych. Po drugie, „88” była bardzo dużą bronią, trudną nie tylko do transportu, ale i do zakamuflowania w warunkach bojowych. W sytuacjach, w których walka z czołgami wymagała szybkiego przemieszczania się z miejsca na miejsce, stanowiło to duży problem. Dodatkowo, pod koniec wojny, kiedy alianci mieli praktycznie całkowite panowanie w powietrzu, transport tych dużych armat był mocno utrudniony.
Mimo pewnych wad działo 8,8 cm PaK 43 było jednym z najlepszych dział II wojny światowej i używano go wszędzie tam, gdzie walczyły oddziały niemieckie. Do końca wojny Niemcy wyprodukowali ponad 3500 tych dział w różnych wersjach.